# Pheia regesta
Pheia regesta är en fjärilsart som beskrevs av Max Wilhelm Karl Draudt 1915. Pheia regesta ingår i släktet Pheia och familjen björnspinnare. Inga underarter finns listade i Catalogue of Life.